# Valentyn Kotyk
Valentin Aleksandrovich Kotik (Hmelёvka, 11 de fevereiro de 1930 — 17 de fevereiro de 1944) (russo: Валентин Александрович Котик em ucraniano: Котик Валентин Олександрович - trans.: Valentyn Oleksandrovych Kotyk) foi um jovem guerrilheiro e o mais 
novo a receber o título de Herói da União Soviética. 

## Vida
Nasceu na aldeia de Hmelёvka, no distrito de Shepetivka Kamenetz-Podolsk na Ucrânia, iniciou os estudos aos 5 anos de idade na cidade de Shepetivka.

### Pequeno guerrilheiro
Durante a Grande Guerra Patriótica, a cidade de Shepetivka foi temporariamente ocupada por tropas nazistas, e a partir de 1942 Valentyn Kotyk teve uma ligação com um partido clandestino de resistência. Em agosto de 1943 ele foi inserido em uma unidade de guerrilha escoteira de Shepetivka, nomeada Karmelyuka.
Em outubro daquele mesmo ano, os jovens guerrilheiros descobriram cabos telefônicos subterrâneos das tropas de Hitler, Kotyk foi o principal responsável pela danificação dos cabos, deixando os alemães sem contato com a sede de comunicação em Varsóvia.
Ao final daquele mês, em 29 de outubro, Valentyn Kotyk avistou invasores inimigos no plantel, o garoto reagiu matando um oficial alemão e em seguida deu o alarme aos demais guerrilheiros, e graças a ele os combatentes tiveram tempo para repelir o ataque.
Valentyn também é responsável por uma série de sabotagens contra os nazistas, ele era influente em espionagens, colhendo informações cruciais de seus inimigos e entregando aos guerrilheiros e até aos oficiais soviéticos. 

### Morte
O garoto foi gravemente ferido em 16 de fevereiro de 1944 na batalha pela cidade de Izjaslav na região de Kamenetz-Podolskyi e veio a falecer no dia seguinte aos 14 anos. Foi sepultado no meio do parque da cidade por seus companheiros.